# معركة سومي
معركة سومي هو اشتباك عسكري بدأ في 24 فبراير 2022، خلال الغزو الروسي لأوكرانيا عام 2022. استولى الجيش الروسي على مدينة سومي الأوكرانية، الواقعة بالقرب من الحدود الروسية الأوكرانية، مع القليل من المقاومة الأولية. ومع ذلك، بدأ الجنود والميليشيات الأوكرانية في الاشتباك مع القوات الروسية داخل المدينة، مما أدى إلى اندلاع قتال عنيف في المناطق الحضرية.

## المعركة
بدأت الدبابات والوحدات الروسية في التحرك إلى سومي في 24 فبراير 2022، وبدأ القتال في الضواحي الساعة 3:00 صباحًا كان هناك قدر كبير من حرب المدن بين المدافعين الأوكرانيين والقوات الروسية. احترقت كنيسة في سومي نتيجة للمعركة. استمر القتال بين القوتين في حوالي الساعة 10:30 مساءً يوم 24 فبراير بالقرب من جامعة سومي، حيث كان يتمركز لواء المدفعية السابع والعشرون الأوكراني. في الساعة 1:39 من صباح يوم 25 فبراير، أفادت الأنباء أن القوات الروسية قد انسحبت من المدينة.
في 26 فبراير، اندلع القتال مرة أخرى في شوارع سومي. تمكنت القوات الروسية من السيطرة على نصف المدينة. ومع ذلك، بحلول نهاية اليوم، استعادت القوات الأوكرانية المدينة بأكملها. كما يُزعم أن القوات الأوكرانية دمرت قافلة من شاحنات الوقود الروسية.
في صباح يوم 27 فبراير، تقدم رتل من المركبات الروسية إلى سومي من الشرق.